# Sigean
Sigean is een gemeente in het Franse departement Aude (regio Occitanie). De gemeente telde 5.620 inwoners op 1 januari 2022. De plaats maakt deel uit van het arrondissement Narbonne.

## Geografie
De oppervlakte van Sigean bedroeg op 1 januari 2022 35,35 vierkante kilometer; de bevolkingsdichtheid was toen 159 inwoners per km².
De gemeente ligt aan het meer Étang de Bages-Sigean. In het meer ligt het 39 ha grote, onbewoonde Île de l'Aute. De Berre, die ten oosten van de gemeente uitmondt in de Middellandse Zee, stroomt door de gemeente. In het oosten van de gemeente ligt het heuvelmassief van Les Corbières, dat begroeid is met garrigue.
Het Parc naturel régional de la Narbonnaise en Méditerranée ligt deels in de gemeente.
De autosnelweg A9 loopt door de gemeente.
De onderstaande kaart toont de ligging van Sigean met de belangrijkste infrastructuur en aangrenzende gemeenten.

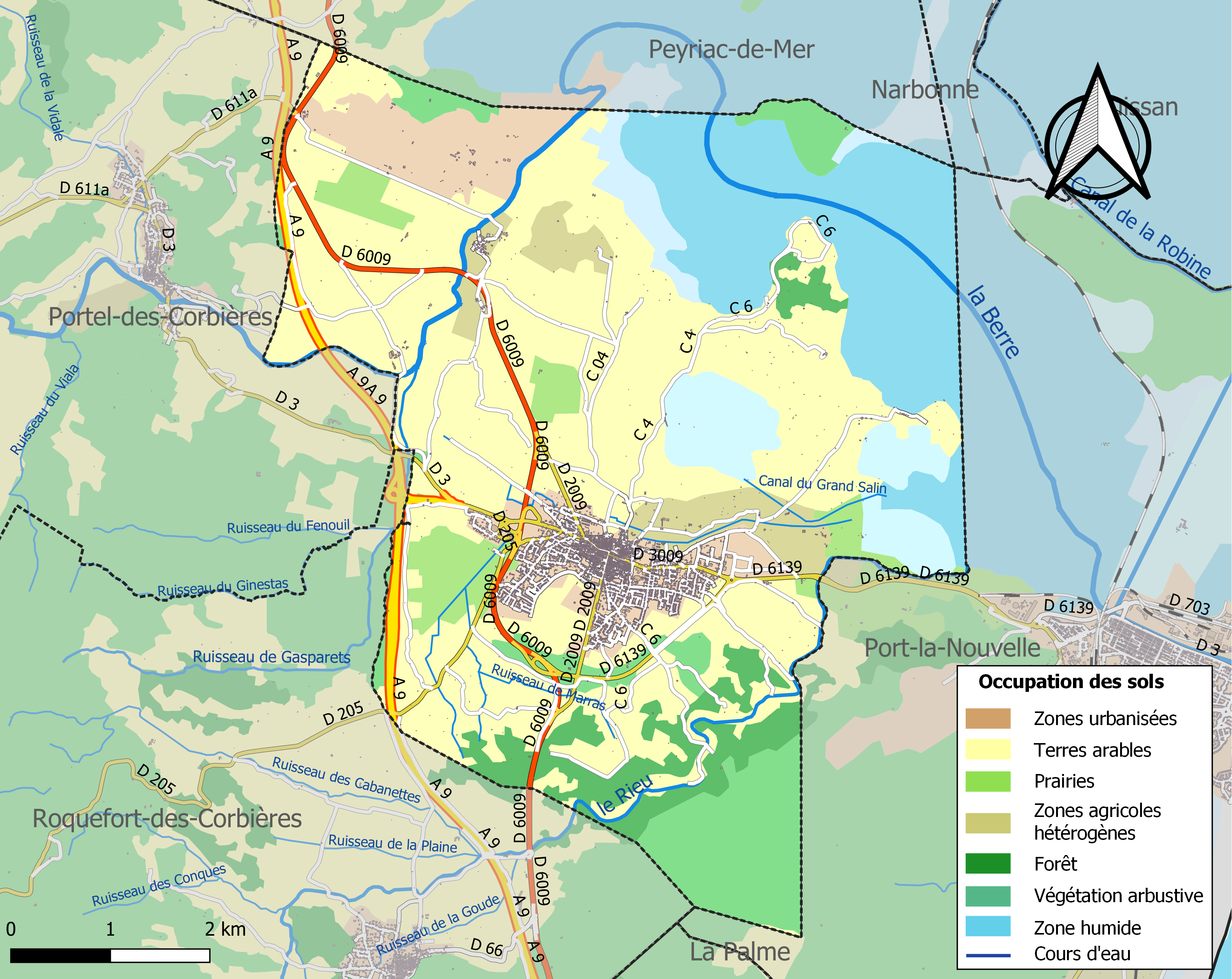

## Demografie
In 1881 telde de gemeente 4.222 inwoners. De bevolking daalde naar 3.384 in 1896 en 2.183 in 1946. Daarna volgde een gestage groei.
Onderstaande figuur toont het verloop van het inwonertal (bron: INSEE-tellingen).

Vanwege een beveiligingsprobleem met de MediaWiki Graph-software is het momenteel niet mogelijk deze grafiek weer te geven. Zodra de software is bijgewerkt zal de grafiek vanzelf weer zichtbaar worden.

## Geschiedenis

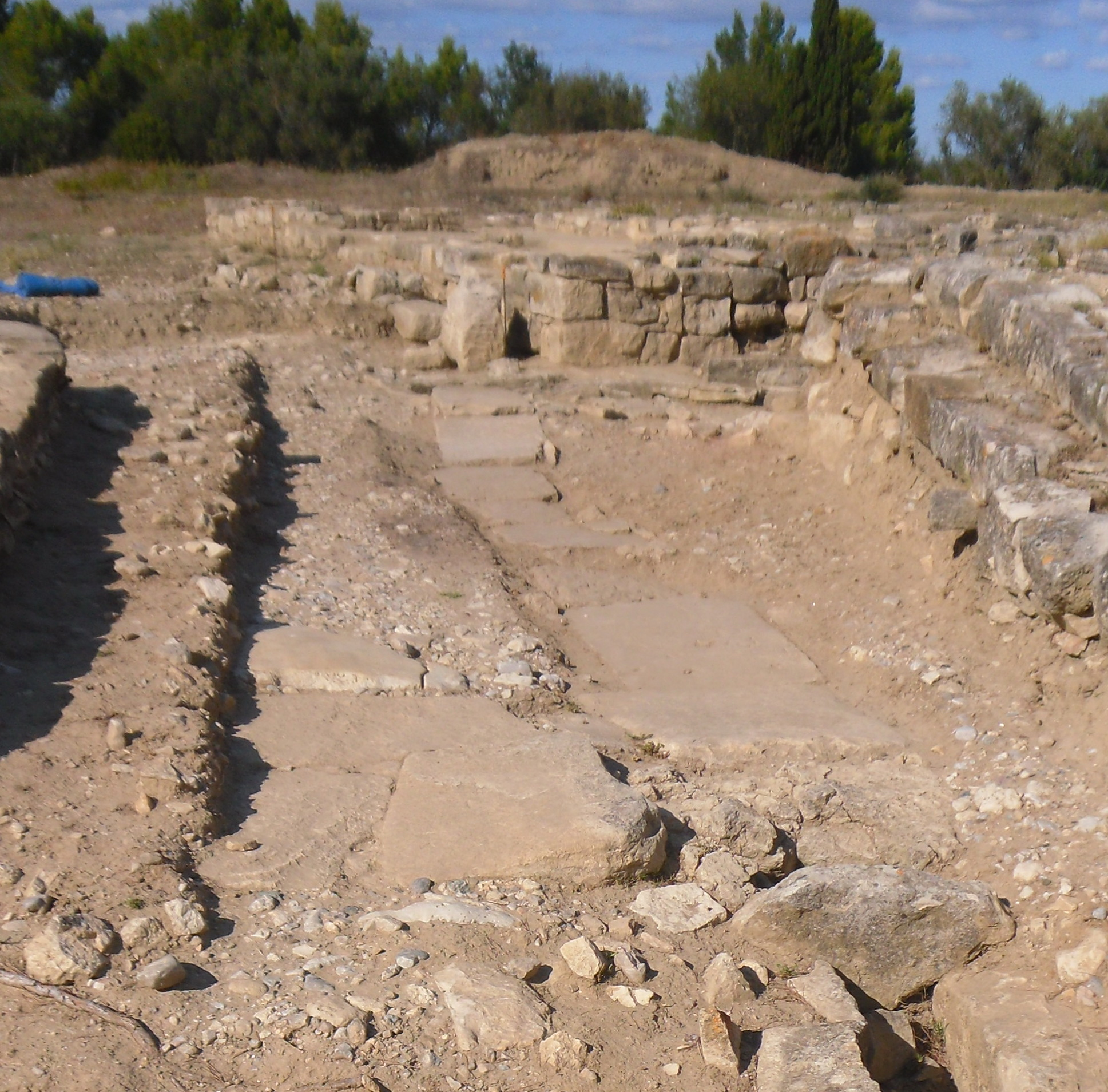
Oppidum van Pech Maho, archeologische site

In de IJzertijd was er al bewoning in het oppidum van Pech Maho. Op een kalkstenen rots tussen de Berre en het meer Étang de Bages-Sigean op een hoogte van 29 m was er een versterkte nederzetting. De site werd bewoond tussen de 6e en de 2e eeuw v.Chr. De eerste bewoners van de site waren geen Kelten. De Keltische stam van de Volques vestigde zich pas in de 3e eeuw v.Chr. in de regio. De bewoners onderhielden betrekkingen met Grieken en Etrusken. Op 500 m van deze nederzetting is de necropolis van Las Peirros opgegraven.
Bij de komst van de Romeinen in de 2e eeuw v.Chr. was de site van Pech Maho al verlaten. De Via Domitia, de Romeinse weg tussen Italië en Spanje, liep ten westen van Sigean. In de Romeinse tijd was er wel landbouw in Sigean maar geen nederzetting.
In de 11e eeuw werd er een kasteel gebouwd waarrond de plaats Sigean zich ontwikkelde in concentrische cirkels. De plaats werd beschermd met een stadsmuur met daarin drie poorten. Van de 12e eeuw tot de Franse Revolutie hing de plaats als baronie af van de aartsbisschoppen van Carcassonne. Tot het Verdrag van de Pyreneeën (1659) lag Sigean dicht bij de grens met Spanje. Hierdoor had de stad regelmatig te maken met oorlogsgeweld. In 1560 werd de stad ingenomen door een Spaans leger. De stad werd geplunderd en de stadsmuur werd gedeeltelijke afgebroken. Sigean herstelde zich en er ontstonden wijken buiten de stadsmuren. In de 17e eeuw vormde zich een nieuw stadscentrum buiten de oude omwalling. Halfweg de 18e eeuw werd de koninklijke weg naar Spanje (die grotendeels het tracé van de Via Domitia volgde) naar het oosten verplaatst om zo Sigean aan te doen.
Op het Étang de Bages-Sigean werd zout gewonnen. Ook de schapenteelt was erg belangrijk voor Sigean. Aan het begin van de 19e eeuw werden er ongeveer 6000 schapen gehouden en in de wintermaanden werden schapen uit de Pyreneeën naar de garrigue rond Sigean geleid. Vanaf de 18e eeuw kon de landbouw uitbreiden door het droogleggen van de vlakte. Er kwam wijnbouw en de gemeente groeide economisch. Ook de bevolking groeide.
In 1844 werd Port-la-Nouvelle met zijn zeehaven, tot dan een deel van Sigean, een zelfstandige gemeente. In de 20e eeuw groeide het belang van het toerisme.

## Economie
Sigean telt 900 ha aan wijngaarden.
Het toerisme is belangrijk voor de gemeente. In Port-Mahon aan het meer Étang de Bages-Sigean wordt aan watersport gedaan. Ook is er het safaripark Réserve Africaine.

## Bezienswaardigheden
- Musée des Corbières, oudheidkundig museum geopend in 1986. Dit Musée de France is gevestigd in het 18e-eeuwse Maison de Martin.[5]

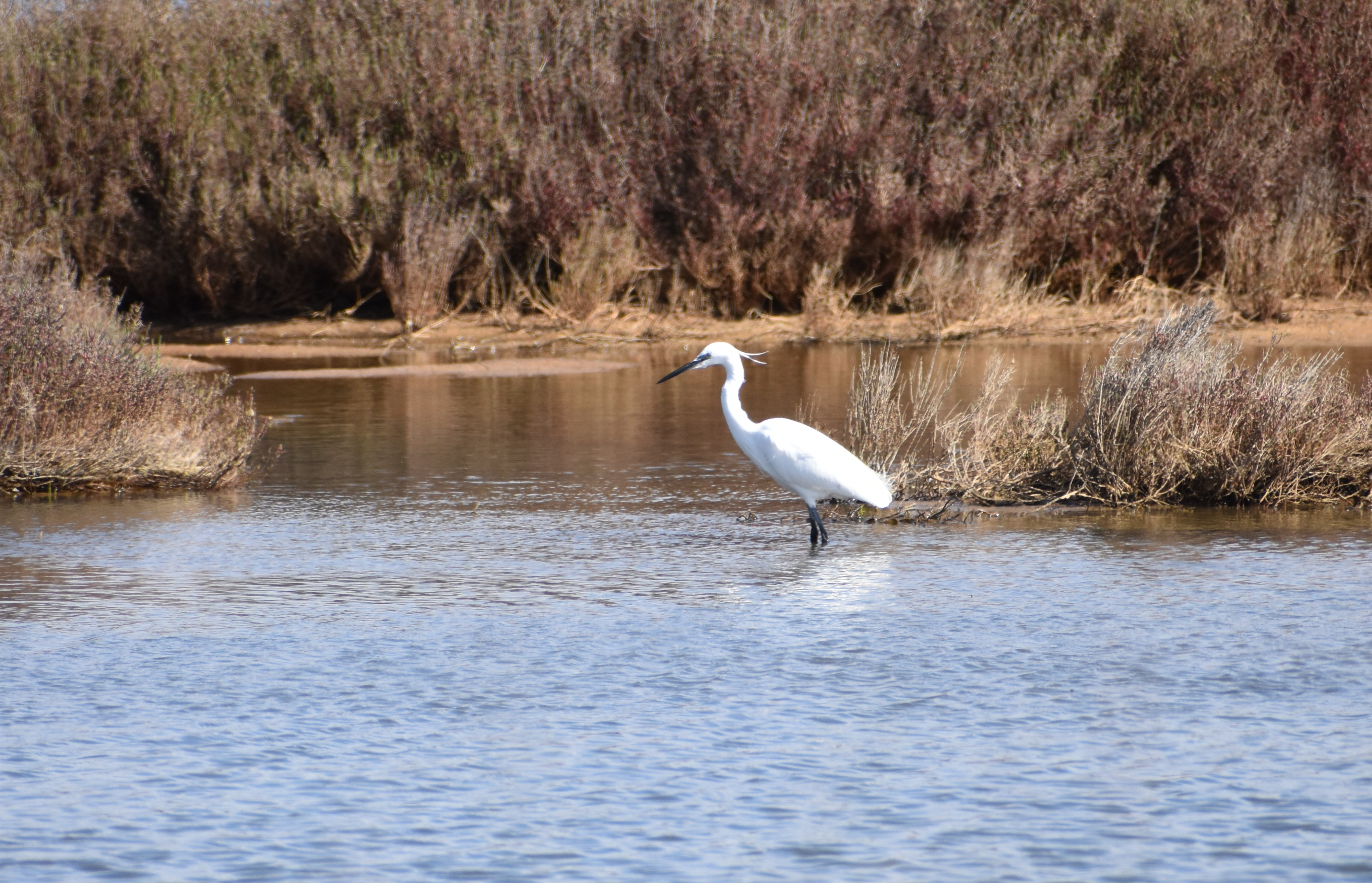
Étang de Bages-Sigean
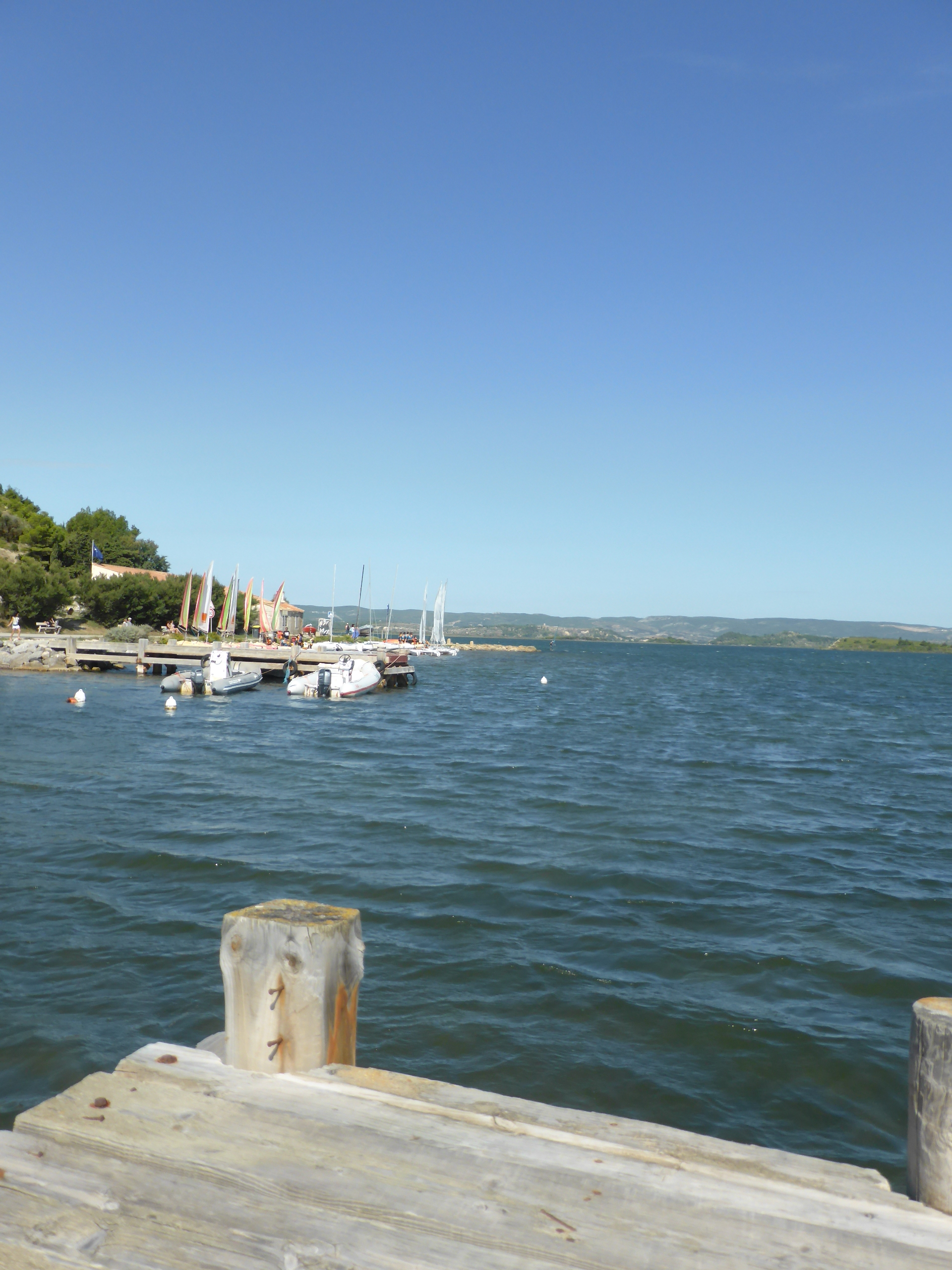
Port Mahon
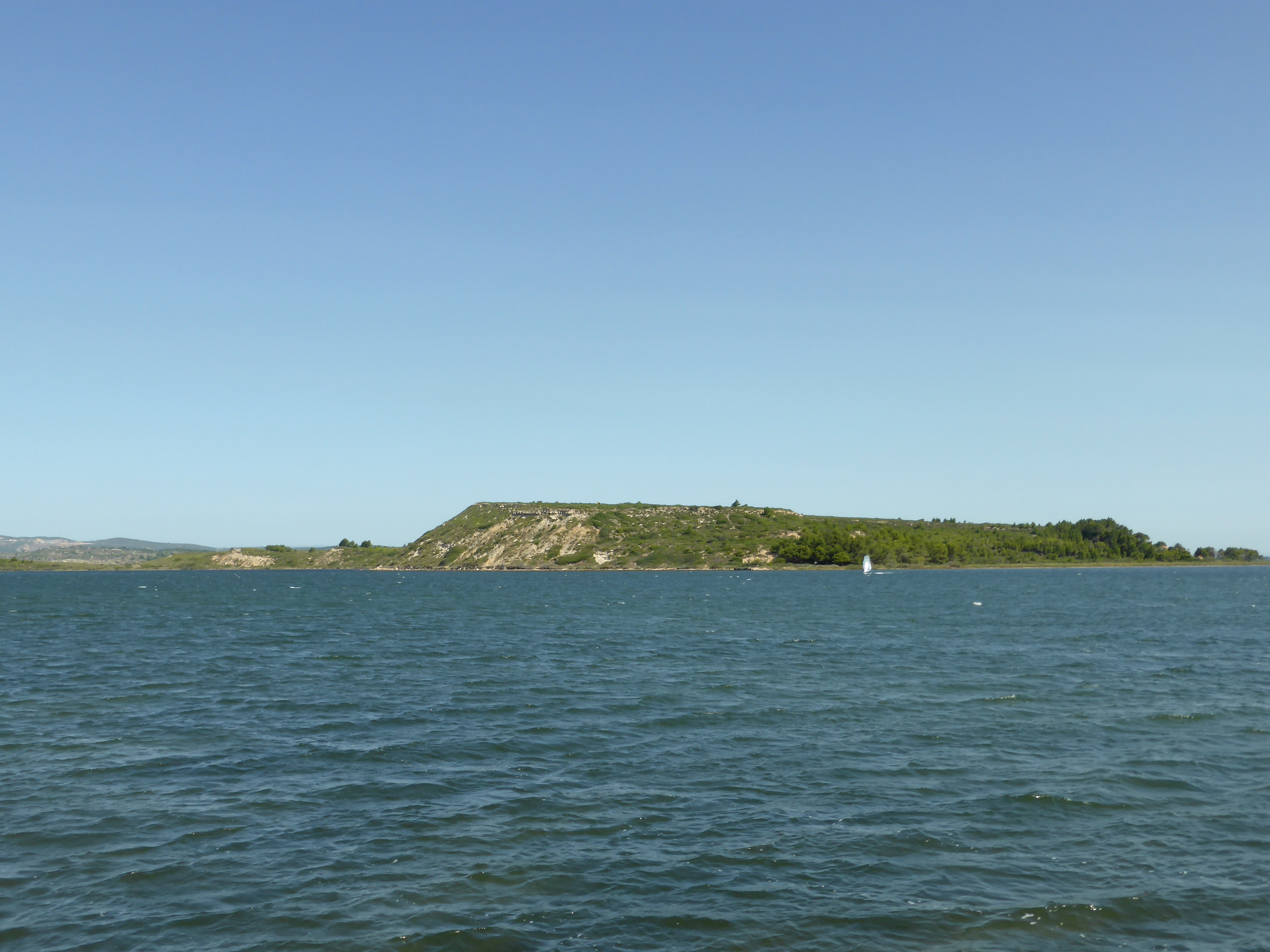
Île de l'Aute
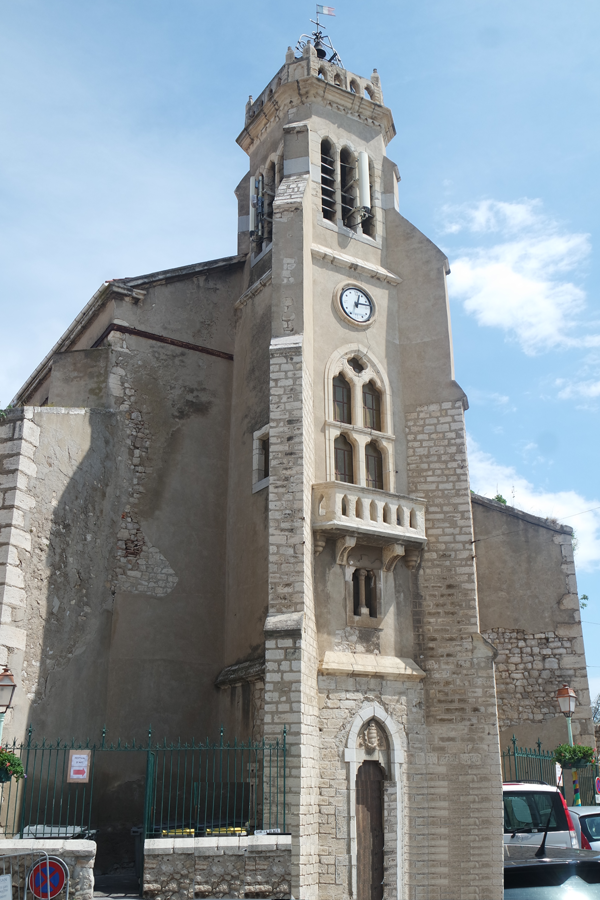
Kerk Saint-Félix